# أولاد المغيلي (أولاد صباح)
أولاد المغيلي هي إحدى مشيخات المملكة المغربية، تتبع جغرافيا لإقليم برشيد وإداريًا لأولاد صباح. يقدر عدد سكانها بـ 2030 نسمة حسب الإحصاء الرسمي للسكان والسكنى لسنة 2004.